# Décès en 1451
Décès
- 1447
- 1448
- 1449
- 1450
- 1451
- 1452
- 1453
- 1454
- 1455

Cette page dresse une liste de personnalités mortes au cours de l'année 1451 :
- 11 janvier : Guillaume III de Rarogne
- 18 janvier : Henry II (comte de Nassau-Siegen) (en)
- février : André Chrysobergès, religieux.
- 5 février : Mourad II d’une attaque d’apoplexie.
- 7 février : Amédée VIII, duc de Savoie et antipape connu sous le nom de Félix V, à Ripailles en Savoie.
- 30 mai : Binnya Waru, roi d'Hanthawaddy.
- 8 juin : Olivier de Méel, noble breton.
- 11 juillet :  Barbe de Cilley
- août : Richard Vernon (speaker)
- 3 août : Élisabeth de Goerlitz, duchesse du Luxembourg.
- 9 septembre :  Jean Le Jeune, cardinal
- 21 septembre : Louis de La Palud (cardinal)
- 29 septembre : Joachim le Jeune, duc de Poméranie-Szczecin.
- 3 octobre : Pierre du Moulin, archevêque de Toulouse.
- 10 octobre :  Astorgio Agnensi, cardinal
- 15 octobre : Bogdan II Mușat
- 6 novembre : Alexandre Livingstone, gardien de l’Écosse.
- Entre le 15 et le 1er décembre : Barnim VIII de Poméranie
- 28 décembre :  Badruddine Ayni, théologien musulman égyptien.

Date incertaine
- Abd Allah, grand émir timouride.
- Aghbougha II de Samtskhé, prince géorgien.
- Al-Mustakfi II, calife abbasside de Bagdad.
- Jean II d'Egmont
- Juan de Alarcon (religieux).
- Battista di Biagio Sanguigni, peintre.
- Niccolò di Pietro Lamberti, sculpteur et architecte.
- Jacques Le Loup de Beauvoir, religieux.
- Pierre de Lusignan, comte de Tripoli.
- Stefan Lochner, peintre.
- John Lydgate, moine et poète anglais.
- Stefan Lochner, peintre allemand.
- Margaret O'Carroll, noble irlandaise.
- Nerio II Acciaiuoli, duc d'Athènes.
- Gonçal Peris Sarrià, peintre espagnol.

## Crédit d'auteurs
- Cet article est partiellement ou en totalité issu de l'article intitulé « 1451 » (voir la liste des auteurs).